# Sphenodontidae
Famille
Les Sphenodontidae sont une famille de rhynchocéphales. Elle a été définie par Edward Drinker Cope en 1870.

## Répartition

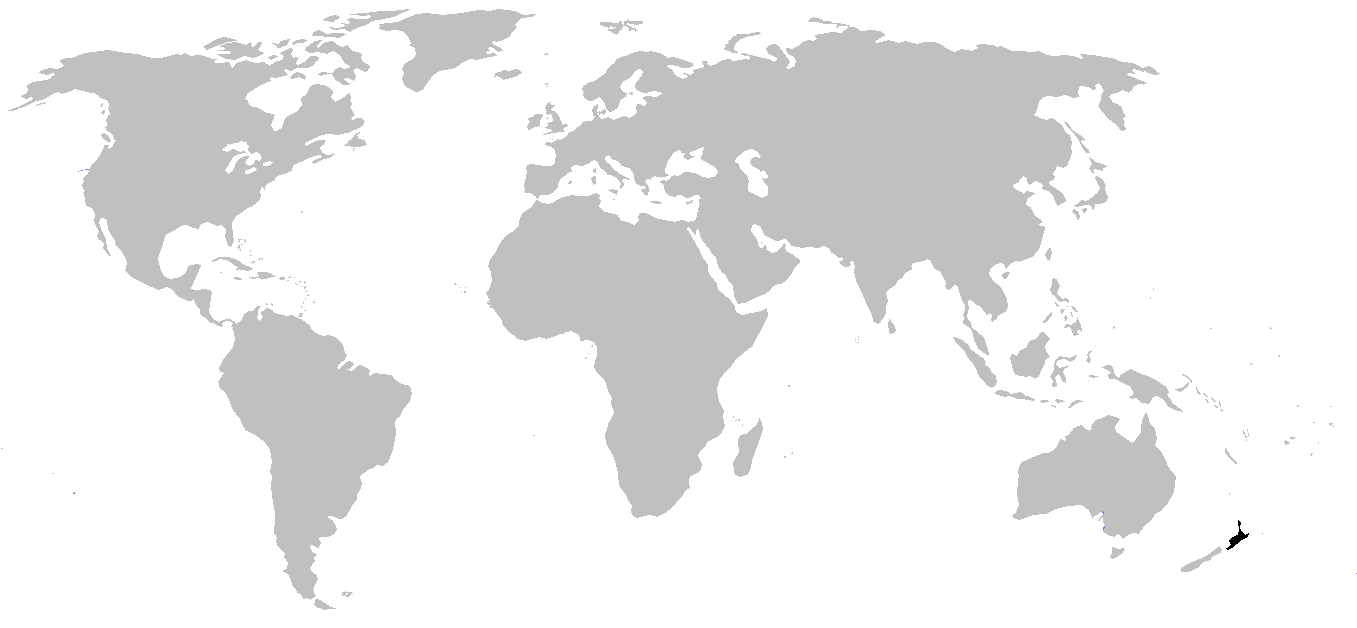
Distribution

Les deux espèces actuelles sont endémiques de Nouvelle-Zélande.

## Liste des genres
Selon The Reptile Database (19 juil. 2011) :
- Sphenodon Gray, 1831

et les genres fossiles
- †Ankylosphenodon Reynoso, 2000
- †Brachyrhinodon Huene, 1910
- †Clevosaurus Swinton, 1939
- †Cynosphenodon Reynoso, 1996
- †Eilenodon Rasmussen & Callison, 1981
- †Homoeosaurus Meyer, 1847
- †Kallimodon Cocude-Michel, 1963
- †Opisthias Gilmore, 1909
- †Pamizinsaurus Reynoso, 1997
- †Polysphenodon Jaeckel, 1911
- †Priosphenodon Apesteguia & Novas, 2003
- †Rebbanasaurus Evans, Prasad & Manhas, 2001
- †Sapheosaurus Meyer, 1850
- †Sphenovipera Reynoso, 2005
- †Theretairus Simpson, 1926
- †Toxolophosaurus Olsen, 1960
- †Zapatadon Reynoso & Clark, 1998

En 2012, un nouveau genre montrant une denture très particulière : †Oenosaurus Rauhut et al., 2012 a été ajouté à la famille des Sphenodontidae.

## Publication originale
- Cope, 1870 : Synopsis of the extinct Batrachia, Reptilia and Aves of North America. Transactions of the American Philosophical Society, Philadelphia, vol. 14, p. 1–252.